# Hoedillus
Hoedillus is een monotypisch geslacht van spinnen uit de  familie van de Zoridae (stekelpootspinnen).

## Soort
- Hoedillus sexpunctatus Simon, 1898